# عمرو بن کلثوم
 عمرو بن کلثوم  فرزند کلثوم (حدود ... - ۳۹ ق. هـ = ... - ۵۸۴ م)، نام کامل وی: ( عمرو بن کلثوم بن عمرو بن مالک بن عتّاب بن سعد بن زهیر بن جُشَم بن حُبیب بن غنم بن تغلب بن وائل، أبو الأسود ) . از شاعران عرب دوران جاهلی بود، وی از شاعران طبقهٔ یکم دوران جاهلی بود. در شمال جزیرهٔ عرب در دیار ربیعة متولد شد و به شام، عراق و بحرین سفر کرد. او بسیار شجاع ودلیر بود. در نوجوانی رهبری قوم خود «تغلب» عهده‌دار بود. وی عمرو بن هند ملک حیره در دار ملک خویش به قتل رساند، و قوم خویش «بنی‌تغلب» سالم به دیار شام رساند بدون اینکه فردی از آنان آسیبی ببرند، شجاعت مفرطی که داشت، دشمن از او می‌پرهیزید، عمری طولانی آورد.
مادرش لیلی دختر المهلهل زیر سالم برادر کلیب یکی از بزرگان قبیلهٔ تغلب بود. یکی از مردان جسور و دلیر دوران پیش از اسلام بود.
- این چند بیت از مطلعهٔ معلقهٔ مشهور « عمرو بن کلثوم» که به معلقهٔ (أَلاَ هُبِّی بِصَحْنِکِ فَاصْبَحِیْنَـا) معروف است:

 مطلع معلقه
| أَلاَ هُبِّی بِصَحْنِکِ فَاصْبَحِیْنَـا   |  | وَلاَ تُبْقِی خُمُـوْرَ الأَنْدَرِیْنَـا  |
| مُشَعْشَعَةً کَأَنَّ الحُصَّ فِیْهَـا     |  | إِذَا مَا المَاءَ خَالَطَهَا سَخِیْنَـا |
| تَجُوْرُ بِذِی اللَّبَانَةِ عَنْ هَـوَاهُ |  | إِذَا مَا ذَاقَهَـا حَتَّـی یَلِیْنَـا  |
| تَرَی اللَّحِزَ الشَّحِیْحَ إِذَا أُمِرَّتْ |  | عَلَیْـهِ لِمَـالِهِ فِیْهَـا مُهِیْنَـا  |
| صَبَنْتِ الکَأْسَ عَنَّا أُمَّ عَمْـرٍو   |  | وَکَانَ الکَأْسُ مَجْرَاهَا الیَمِیْنَـا |
| وَمَا شَـرُّ الثَّـلاَثَةِ أُمَّ عَمْـرٍو |  | بِصَاحِبِکِ الذِی لاَ تَصْبَحِیْنَـا    |
| وَکَأْسٍ قَدْ شَـرِبْتُ بِبَعْلَبَـکٍّ     |  | وَأُخْرَی فِی دِمَشْقَ وَقَاصرِیْنَـا    |
| وَإِنَّا سَـوْفَ تُدْرِکُنَا المَنَـایَا |  | مُقَـدَّرَةً لَنَـا وَمُقَـدِّرِیْنَـا     |
| قِفِـی قَبْلَ التَّفَرُّقِ یَا ظَعِیْنـَا |  | نُخَبِّـرْکِ الیَقِیْـنَ وَتُخْبِرِیْنَـا   |
| قِفِی نَسْأَلْکِ هَلْ أَحْدَثْتِ صَرْماً   |  | لِوَشْکِ البَیْنِ أَمْ خُنْتِ الأَمِیْنَـا |
| بِیَـوْمِ کَرِیْهَةٍ ضَرْباً وَطَعْنـاً   |  | أَقَـرَّ بِـهِ مَوَالِیْـکِ العُیُوْنَـا  |
| َأنَّ غَـداً وَأنَّ الیَـوْمَ رَهْـنٌ   |  | وَبَعْـدَ غَـدٍ بِمَا لاَ تَعْلَمِیْنَـا  |
| تُرِیْکَ إِذَا دَخَلَتْ عَلَی خَـلاَءٍ   |  | وَقَدْ أَمِنْتَ عُیُوْنَ الکَاشِحِیْنَـا   |
| ذِرَاعِـی عَیْطَلٍ أَدَمَـاءَ بِکْـرٍ   |  | هِجَـانِ اللَّوْنِ لَمْ تَقْرَأ جَنِیْنَـا |
| وثَدْیاً مِثْلَ حُقِّ العَاجِ رَخِصـاً  |  | حَصَـاناً مِنْ أُکُفِّ اللاَمِسِیْنَـا   |

## زندگی
«عمرو بن کلثوم» در دیار ربیعه در فلات نجد زاده شد.
گویند ۱۵۰ سال عمر کرده، و در حدو سال ۳۹ قبل از هجرت در گذشت است.